# جانسو دره
جانسو دره (ولدت في 14 أكتوبر 1980، أنقرة) هي ممثلة تركية، وعارضة أزياء ومقدمة برامج تلفزيونية وحاملة لقب مسابقة ملكة جمال، توجت بلقب ملكة جمال تركيا لعام 2000.

## حياة المبكرة والتعليم
ولدت جانسو ديري في 14 أكتوبر 1980 في أنقرة، وهي تنتمي لأصول متنوعة تشمل إزمير وإسطنبول وسالونيكي من جهة والدتها، وأصول بلغارية من جهة والدها. أكملت تعليمها الابتدائي والثانوي في إزمير. في عام 2000، حصلت على المركز الثالث في مسابقة ملكة جمال تركيا التي نظمتها قناة "كانال دي"، مما أدى إلى انطلاقها في عالم عرض الأزياء كموديل محترف.
تركت جانسو دراستها في كلية الآداب بجامعة إسطنبول، قسم الآثار، وركزت على مهنة النمذجة. وقد شاركت في عروض أزياء لمصممين معروفين مثل هاكان يلدريم، جنكيز أباز أوغلو، أميت أونال، إيفريم تيمور، أرزو كابرول، وبهار كورجان.
كما مثلت تركيا في العديد من المنظمات الدولية التابعة لـ ETKİB، وشاركت في عروض أزياء مختلفة في باريس بين عامي 2002 و2003، حيث عملت مع العديد من المصورين البارزين.

## الحياة المهنية
دخلت جانسو ديري عالم التلفزيون في عام 2000، بعد ظهورها في إعلان تجاري لشركة أرتشيليك في عام 1998. كانت تجربتها الأولى في تقديم البرامج من خلال برنامج للأطفال والموسيقى على قناة كانال دي. في عام 2004، قدمت مسابقة بعنوان "نجوم تركيا" التي بثت على قناة شو تي في.
بالإضافة إلى تقديم البرامج، عملت أيضًا كمحررة في برنامج "أسلوب حياة مودا" الذي يبث على قناة NTV. وفي عام 2005، استضافت برنامج "ان مودا" على نفس القناة.
في عام 2004، بدأت جانسو ديري مشوارها في التمثيل مع المسلسل التلفزيوني "مترو بالاس"، الذي أخرجه هلال سارال وكان مقتبسًا من المسرحية الهزلية الأمريكية "الجنس والمدينة". بعد ذلك، لعبت دور "إيرماك بوزوغلو" في المسلسل التلفزيوني "توايلايت"، من إخراج توركان ديريا.
في عام 2005، لفتت ديري الأنظار بدورها كـ"جيلان" في المسلسل "سقوط النار"، من إخراج زينب غوناي. خلال تلك الفترة، أدت دور القروية "إيسما" في الفيلم التلفزيوني بيت الكوابيس، الذي أخرجه تشاغان إيرماك.
في عام 2006، ظهرت في إعلان تجاري لشركة Opet مع جم يلماز وظافر أونين، مما زاد من شعبيتها. لعبت الدور الرئيسي في المسلسل التلفزيوني سيلا، الذي بث بين عامي 2006 و2008، حيث اكتسبت قاعدة جماهيرية واسعة من خلال تجسيد شخصية "سيلا".
في عام 2007، حقق الفيلم التاريخي العثماني الأخير الذي أحرقته علي نجاحًا كبيرًا، حيث شاهده أكثر من مليون مشاهد. لعبت فيه دور البطولة مع كينان إميرزالي أوغلو، حيث جسدت شخصية "دفني".
ازدادت شهرة جانسو ديري من خلال دورها عيشة في المسلسل التلفزيوني أيزيل، الذي ترك بصمة واضحة في عام 2009. وفي نفس العام، شاركت في الفيلم "جواسيس تمامًا: الفتيات الجاسوسات" حيث أدت صوت شخصيتي "اليكس" و"ماندي".
في عام 2010، لعبت دور "ماري لو" في فيلم يحي باتي، مما أضاف إلى رصيدها الفني.
في عام 2011، أخرج سردار أكار فيلمه الثالث بهزات ج، حيث قدمت جانسو ديري دورًا بارزًا في الفيلم. لعبت شخصية ضابط الشرطة "سونغول" في الفيلم، الذي يحمل عنوان "لقد دفنتك في قلبي".
في عام 2012، تولت دور البطولة مرة أخرى في فيلم اليازسي، حيث جسدت شخصية "زينب"، الصيدلانية في بلدة صغيرة.
ظهرت جانسو ديري في المسلسل التلفزيوني حريم السلطان بدور الشخصية الإيرانية "فيروز". ثم لعبت شخصية "زينب" في المسلسل التلفزيوني أمي، الذي بدأ عرضه على قناة ستار تي في في أكتوبر 2016. ثم جسدت دور "نيفرا ألماس" في المسلسل التلفزيوني الشخصية، الذي عرض على منصة الإنترنت puhutv في عام 2018، حيث شاركت في البطولة مع هالوك بيلجينر.
في عام 2019، لعبت دور "بانو كارالي" في المسلسل التلفزيوني فرحات وشيرين، الذي تم بثه على قناة ناو وشاركت فيه البطولة مع تولغا ساريتاش، لكن المسلسل لم يستمر طويلاً، وانتهى بعد عرض الحلقة السادسة.
لاحقاً، قدمت دور "آسيا يلماز" في المسلسل التلفزيوني الخائن، وهو النسخة التركية من المسلسل البريطاني دكتور فوستر. شاركت في البطولة إلى جانب كانر سيندوروك وميليس سيزين. بدأ عرض المسلسل على قناة كانال دي في أكتوبر 2020، واختتم بحلقته الستين في 25 مايو 2022.

## مسيرتها الفنية السينمائية
| العام | العنوان                   | الدور                | ملحوظات       |
| ----- | ------------------------- | -------------------- | ------------- |
| 2004  | قصر في المدينة            | نازان                | مسلسل         |
| 2005  | الشفق                     | إرماك بوزو أوغلو     | مسلسل         |
| 2005  | الطوق الأوروبي            | ممثل ضيف             | مسلسل         |
| 2005  | نار الخريف                | جايلان               | مسلسل         |
| 2006  | سيلا                      | سيلا                 | مسلسل         |
| 2006  | بيت الكوابيس              | القروية اسما         | فيلم تلفزيوني |
| 2007  | يانديم علي آخر العثمانيين | دفنة                 | فيلم سينمائي  |
| 2009  | إيزل                      | إشان أتاي            | مسلسل         |
| 2009  | العشق المر                | أويا                 | فيلم سينمائي  |
| 2009  | الجاسوسات                 | أليكس                | غناء          |
| 2010  | ياهشي باتي                | ماري لو              | فيلم سينمائي  |
| 2010  | بنات من ذهب               | جايلان ممثل ضيف      | مسلسل         |
| 2011  | نقش يدوي                  | زينب                 | فيلم سينمائي  |
| 2011  | دفنتك في قلبي             | سونجول               | فيلم سينمائي  |
| 2012  | حريم السلطان              | جارية السلطان فيروزة | مسلسل         |
| 2016  | امي                       | زينب                 | مسلسل         |
| 2018  | الشخصية                   | نورى                 | مسلسل         |
| 2020  | عديم الوفاء (الخائن)      | اسيا                 | مسلسل         |

## وصلات خارجية
- جانسو دره على موقع IMDb (الإنجليزية)
- جانسو دره على موقع ألو سيني (الفرنسية)
- جانسو دره على موقع أول موفي (الإنجليزية)
- جانسو دره على موقع قاعدة بيانات الفيلم (الإنجليزية)
- جانسو دره على موقع كينوبويسك (الروسية)

* الموقع الرسمي
*صفحة IMDb باللغة الإنجليزية
*صفحة السينما التركية